# Hypenagonia anna
Hypenagonia anna là một loài bướm đêm trong họ Erebidae.